# ويليام ألين باتلر
ويليام ألين باتلر (بالإنجليزية: William Allen Butler)‏ هو محامي أمريكي، ولد في 20 فبراير 1825 في ألباني في الولايات المتحدة، وتوفي في 9 سبتمبر 1902 في يونكيرس في الولايات المتحدة.